# Parco naturale Cabo de Gata-Nijar
Il parco naturale Cabo de Gata - Nijar è un'area naturale protetta della Spagna situata nella provincia di Almería, in Andalusia.

## Storia
Nel 1989 la parte del parco delle Salinas del Cabo de Gata è stata classificata come sito di importanza internazionale in base alla convenzione di Ramsar. Nel 1997 è designato come riserva della Biosfera dall'UNESCO, mentre nel 2001 è stato incluso tra le aree specialmente protette di interesse mediterraneo (ASPIM).

## Territorio
Con 460 km² di superficie terrestre e 120 km² di mare, è la più grande riserva terrestre-marittima nella parte occidentale del mar Mediterraneo. La zona è di origine vulcanica e circonda il Cabo de Gata. Ha clima semi-arido, ed è il luogo più arido in Europa.